# Kanton Saint-Flour-Sud
Kanton Saint-Flour-Sud (fr. Canton de Saint-Flour-Sud) je francouzský kanton v departementu Cantal v regionu Auvergne. Tvoří ho 12 obcí.

## Obce kantonu
- Alleuze
- Cussac
- Lavastrie
- Neuvéglise
- Paulhac
- Saint-Flour (jižní část)
- Sériers
- Tanavelle
- Les Ternes
- Ussel
- Valuéjols
- Villedieu